# قرية الردحة
قرية الردحة هي قرية تقع بين مدينتي بيش والدرب الواقعة في منطقة جازان جنوب غرب السعودية.

## نبذة
تعتبر قرية الردحة تابعة لمحافظة الدرب وتابعه لمنطقة جيزان ، وتبعد عن الطريق الدولي الذي يربط جنوب المملكة العربية السعودية بباقي مناطق المملكة العربية السعوديةبحوالي خمسة كيلومترات تقريباً من ناحية الغرب.تضم مدرسة ابتدائية ومتوسطة بنين
- شيخ القرية: هو الشيخ غربي بن محمد الحدري
- سكانها: يسكنها 1,200 حسب تعداد 2010م كلهم من قبيلة آل حدرة.
- تضاريسها: تقع بين وادي الردحة ووادي الغريف كما أنها قرية ساحلية.